# Aleksander Zientara
Aleksander Zientara (ur. 1 stycznia 1899 w Nadarzynie koło Warszawy, poległ 24 września 1944 w Warszawie) – żołnierz AK, powstaniec warszawski. Był synem Jana.
Jako kawalerzysta 14 pułku Ułanów Jazłowieckich wziął udział w wojnie polsko-bolszewickiej 1920 roku, m.in. w wyprawie kijowskiej.
W okresie międzywojennym pracował jako robotnik. Był aktywnym członkiem PPS-Frakcji Rewolucyjnej.
W kampanii wrześniowej 1939 roku wziął udział jako saper. Po zakończeniu działań wojennych podjął pracę w Gazowni Miejskiej w Warszawie na ul. Ludnej. Uczestniczył w działalności podziemnej. Przyjął pseudonim „Żbik”. Jego mieszkanie było miejscem spotkań konspiracyjnych; przechowywano w nim również broń. Rozprowadzał prasę podziemną, m.in. Biuletyn Informacyjny.
W czasie powstania warszawskiego był starszym strzelcem w 7 pułku piechoty Legionów AK „Garłuch”. Wziął udział w ataku na lotnisko Okęcie, następnie uczestniczył w obronie Mokotowa. Poległ 24 września 1944 roku.
Pochowany został w kwaterze żołnierzy 7 pułku piechoty Legionów AK „Garłuch”, plutonu „Kuby”, na Cmentarzu Wojskowym na Powązkach.
Pośmiertnie odznaczony Warszawskim Krzyżem Powstańczym. Jego nazwisko widnieje na Murze Pamięci Muzeum Powstania Warszawskiego – kolumna 149, pozycja 68.
Żonaty z Wiktorią Sulińską. Miał syna Edmunda, znanego piłkarza i trenera.